# Manuel Tomás Rodrigues Campelo
Manuel Tomás Rodrigues Campelo, primeiro barão de Rio Formoso, (Província de Pernambuco, 1801 — Pernambuco, 1871) foi um político brasileiro.
Filho de Manoel Rodrigues Campelo e de Maria do Monte Dinis Bandeira, casou-se com Francisca de Paula Pires Ferreira.
Foi vice-presidente da Província de Pernambuco, entre 25 de junho e 12 de agosto de 1865. Agraciado barão em 3 de dezembro de 1854, era comendador da Imperial Ordem de Cristo e oficial da Imperial Ordem da Rosa.